# Metopta rectifasciata
Metopta rectifasciata là một loài bướm đêm trong họ Erebidae.